# 最上八楯
最上八楯（もがみやつだて）は、戦国時代に出羽国に存在した有力国人領主による国人連合。天童八楯（てんどうやつだて）とも。

## 概要
最上八楯はいずれも最上氏及び天童氏の分族で構成される。
最上氏は室町時代に最盛期を迎えたが、各地に配置した分族が独立した勢力を築きあげるようになり、衰退する。最上義定の時代には伊達稙宗の侵攻を受けてその傘下に入る。この頃、村山郡の北部から最上郡にかけての国人領主が天童氏を盟主に同盟を結んだ。これが最上八楯である。八楯のメンバーは最上義定死後の後継者指名で、伊達氏に影響力を行使されるのを嫌い最上氏に味方するが、天正最上の乱が起きると最上義守・伊達輝宗方について最上義光方と戦う。義守・伊達氏と義光の間で和議が結ばれると、八楯も義光と和議を結んだ。
天正5年（1577年）義光は天童氏を攻める。しかし、八楯が盟主天童氏を援助したため最上軍は敗北し、天童氏の娘を義光の側室とすることで和議が成立した。天正8年（1580年）義光は八楯と盟を結ぶ上山氏当主の上山満兼を暗殺し、天正9年（1581年）天童氏と縁戚関係にあった小国城主・細川直元を攻略した。天正10年（1582年）天童氏から迎えた側室が死亡したため同盟は白紙となってしまう。天正12年（1584年）義光は八楯の実力者、延沢満延と婚姻関係を結び引き抜くと、東根氏も配下の内応により攻略され八楯は崩壊していく。同年義光は天童攻めを再び行い、天童城は落城。天童頼澄は陸奥国に逃れた。以降、八楯の主要氏族は最上氏に従った。

## 八楯の構成
一般に最上八楯と言われるのは以下の8家である。
- 天童氏 ‐ 盟主。天童城を本拠とし、勢力を張った。
- 延沢氏 ‐ 延沢銀山（銀山温泉）で著名な延沢城を本拠とする。
- 飯田氏 ‐ 村山市に本拠を置く。
- 尾花沢氏 ‐ 尾花沢城を本拠とする。
- 楯岡氏 ‐ 楯岡城を本拠とする。最上氏庶流。
- 長瀞氏 ‐ 長瀞城を本拠とする。天童氏、延沢氏、長瀞氏は特に勢力があった。
- 六田氏 ‐ 山形市から上山市、東村山郡に本拠を置く。
- 成生氏 ‐ 天童市周辺。

この他にも以下の勢力が同盟に加わっていた。
- 佛向寺 ‐ 天童の有力な寺で、僧兵を持っていた。
- 細川直元 ‐ 足利氏の名門三管領細川氏の一門、奥州細川氏。小国城が本拠。
- 東根氏 ‐ 天童氏の分族。
- 上山氏 ‐ 出羽里見氏とも。上山城主。最上氏の縁戚だったが義光に滅ぼされ、寝返った一門の里見民部が当主となり、里見に改称した。

## 八楯・同盟の主な人物
- 天童頼澄
- 延沢満延
- 東根頼景
- 細川直元
- 上山満兼